# Giro di Toscana 1941
Il Giro di Toscana 1941, diciassettesima edizione della corsa, si svolse il 6 aprile 1941 su un percorso di 267 km con partenza e arrivo a Firenze. Organizzato dai quotidiani La Nazione e Il Nuovo Giornale, fu vinto dall'italiano Fausto Coppi, che completò il percorso in 8h48'00" precedendo per distacco i connazionali Gino Bartali e Gino Fondi. Conclusero la prova 14 dei 48 ciclisti al via.

## Percorso
Dopo il via da Peretola a Firenze, nella prima parte, perlopiù piana, la corsa attraversò nell'ordine Campi Bisenzio, Prato, Pistoia, Serravalle Pistoiese, Montecatini Terme (km 44,8), Borgo a Buggiano, Pescia, Lucca (km 72,5), Bagni San Giuliano, Pisa (km 95,5), Cascina, Pontedera (km 116), Castelfranco di Sotto, Fucecchio, Empoli (km 147,4) e Montelupo Fiorentino. Da Ginestra Fiorentina superò quindi nell'ordine Cerbaia, San Casciano (prima salita, 315 m s.l.m.), Le Bolle, Greve in Chianti (km 197,8), il Passo del Sugame (530 m s.l.m.), Figline (km 215,5), Reggello, Saltino (962 m s.l.m., al termine della principale salita di giornata), Vallombrosa, Tosi, Sant'Ellero, Pontassieve e Le Sieci. L'arrivo fu allo Stadio Giovanni Berta a Firenze dopo 267 km di gara.

## Resoconto degli eventi
Presero il via 48 ciclisti. Nelle prime fasi di gare rimasero attardati, a causa di noie meccaniche, diversi atleti della Bianchi (Adolfo Leoni, Mario Vicini, Olimpio Bizzi, Vasco Bergamaschi e Fiorenzo Magni); ne approfittarono i rivali della Legnano, capeggiati da Gino Bartali, Fausto Coppi e Pierino Favalli, e della Viscontea con Aldo Bini e Giordano Cottur, che attaccarono nel tratto tra Montecatini e Lucca, insistendo poi anche nel tratto verso Pisa. A Empoli Magni rientrò nel gruppo di testa; a San Casciano passò per primo Cottur con 50" sui primi inseguitori, vantaggio questo incrementato a 1'15" alle Bolle. Sulla salita verso il Passo del Sugame Cottur venne raggiunto da Coppi, Bartali e Mario Ricci: fu il tortonese a transitare per primo in vetta con 10" sui due compagni della Legnano e 1'40" sugli altri inseguitori, tra cui Enrico Mollo che aveva tentato anch'egli l'attacco in salita. Bartali forò sulla discesa verso Figline, perdendo poco più di un minuto, mentre Ricci raggiunse Coppi approcciando la salita verso Reggello sotto la pioggia. A Reggello transitò primo Coppi con 1'10" su Ricci, 3'15" su Bartali, 4'05" su Domenico Pedevilla e Antonio Bevilacqua e 7'40" su Gino Fondi; a Vallombrosa guidava sempre il futuro "Campionissimo", con 5'00" su Bartali, 8'35" Fondi, 8'45" su Enrico Mollo e 10'05" su Bevilacqua. Gli ultimi 30 km, in buona parte di discesa, consolidarono le posizioni, nonostante il vano tentativo di rientro di Bartali: allo Stadio Berta fu tripletta Legnano con Coppi primo sull'esperto "Ginettaccio" e sul più giovane Gino Fondi, staccato di 11'30"; conclusero la prova solo 14 atleti.

## Ordine d'arrivo
| Pos. | Corridore           | Squadra       | Tempo    |
| ---- | ------------------- | ------------- | -------- |
| 1    | Fausto Coppi        | Legnano       | 8h48'00" |
| 2    | Gino Bartali        | Legnano       | a 3'01"  |
| 3    | Gino Fondi          | Legnano       | a 11'30" |
| 4    | Enrico Mollo        | Olympia       | a 24'14" |
| 5    | Mario Ricci         | Legnano       | a 26'00" |
| 6    | Edoardo Taddei      | Dop. MATER    | a 26'06" |
| 7    | Giuseppe Magni      | Dop. Vismara  | a 30'00" |
| 8    | Giovanni Valetti    | Olympia       | s.t.     |
| 9    | Bernardo Rogora     | Bianchi       | s.t.     |
| 10   | Antonio Bevilacqua  | Ferr. Venezia | a 37'21" |
| 11   | Vittorio Naviganti  | -             | a 39'00" |
| 12   | Francesco Brambilla | Dop. Vismara  | a 40'27" |
| 13   | Salvatore Crippa    | Viscontea     | a 43'00" |
| 14   | Giovanni Corrieri   | Gloria        | a 53'00" |